# Jesús Ventura i Barnet
Jesús Ventura i Barnet (Barcelona, 22 d'octubre de 1960 - Sabadell, 18 de maig de 2022) va ser un compositor de sardanes, director de cobla, intèrpret i activista sardanista.
Va començar a estudiar a deu anys solfeig, conjunt coral, harmonia, contrapunt i fuga al Conservatori Municipal de Música de Barcelona, on va guanyar el Premi d'Honor de Fuga l'any 1984. Va ser intèrpret de tible i flabiol a les cobles La Principal de Collblanc, Mediterrània (de la qual fou membre fundador) i La Principal de Barcelona. Va dirigir les cobles Mediterrània, Sabadell, Mil·lenària, Juvenil de Bellpuig i Catània.
Va dirigir les cobles Ciutat de Girona i Mil·lenària, a la Catalunya Nord, i la cobla de Cambra de Catalunya. Tota aquesta activitat en el món de la cultura popular el va dur a dirigir concerts i recitals als escenaris més importants d'arreu de Catalunya, a diverses ciutats de l'Estat Espanyol (Madrid, Segòvia, Sestao, Ceuta i Las Palmas de Gran Canaria) i més enllà de l'Estat espanyol, a països com França, Itàlia, Bèlgica, Anglaterra, Països Baixos, Dinamarca, Cuba, Portugal, Bulgària, Islàndia, Suïssa, Israel i Veneçuela.
Com a compositor de sardanes, va guanyar diversos premis.